# Шарова улица
Шаро́ва улица  — улица в Приморском районе Санкт-Петербурга, идущая от Солунской улицы к Удельному парку.

## История
Существует с 1930-х годов.
Название улицы происходит от имени землевладельца Семёна Яковлевича Шарова, участок которого находился поблизости. Согласно семейной легенде, Шаров, по происхождению из зажиточных крестьян, самовольно дал название прежде безымянному проезду, проходившему мимо его дома, повесив на своей избе самодельную табличку «Шарова улица». Полицейский пристав неоднократно снимал её, но Шаров настаивал на своём и продолжал её вешать.

## Транспорт
Ближайшие к Шаровой улице станции метро — «Пионерская» и «Удельная» 2-й (Московско-Петроградской) линии.
Остановка «Шарова улица» имеется на маршрутах № 38 и № 85 санкт-петербургского автобуса.